# Dirk Baert
Dirk Baert (Zwevegem, 14 februari 1949) is een voormalig Belgisch wielrenner, die in zijn jeugd kinderverlamming had overwonnen. In 1968 werd hij Belgisch kampioen in de 1 km tijdrijden voor de Olympiade Mexico 1968. Zijn grootste succes was de wereldtitel in de achtervolging in 1971. In deze discipline werd hij liefst zes maal Belgisch kampioen. Hij was ook op de weg actief.
Dirk Baert is de vader van Evelyne Baert, gewezen wielrenster. Zij behaalde in de periode 1993-1997 in het baanwielrennen verschillende kampioenstitels.

## Belangrijkste overwinningen

### Baan

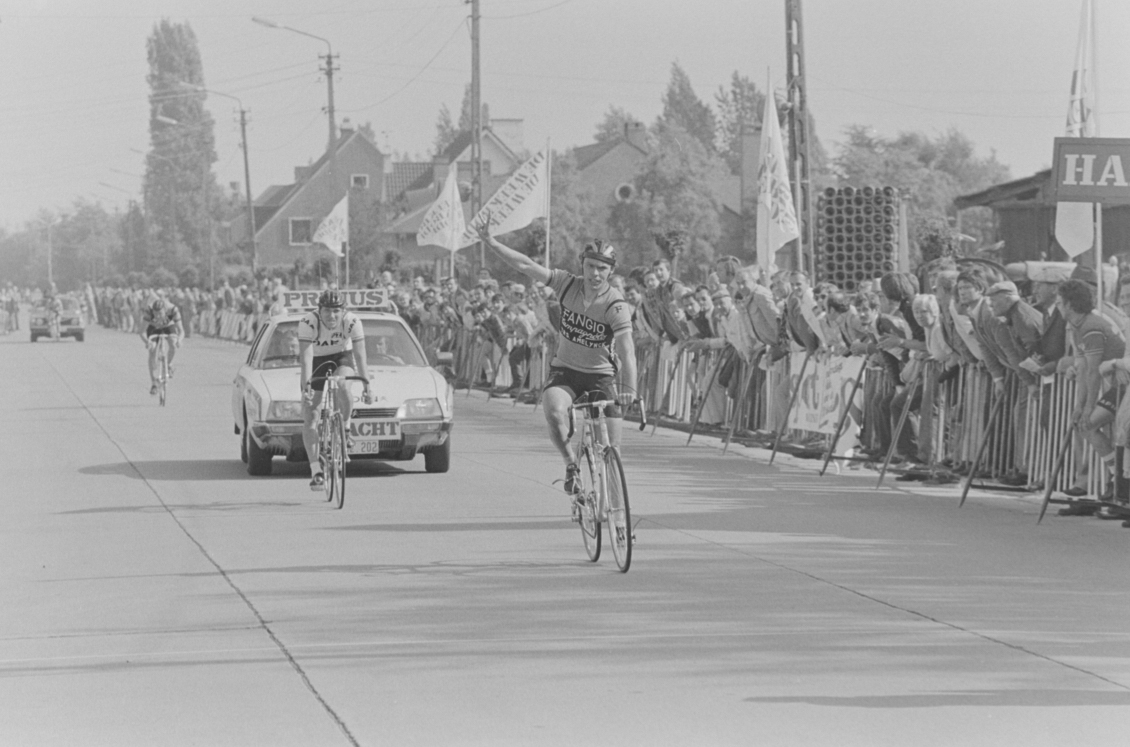
Dirk Baert komt als eerste over de finish in Gullegem Koerse. In achtergrond volgen Dirk Heirweg en Ronny Vanmarcke.

| Jaar     | BK                                  | EK       | WK            | Overige                    |
| Amateurs | Amateurs                            | Amateurs | Amateurs      | Amateurs                   |
| -------- | ----------------------------------- | -------- | ------------- | -------------------------- |
| 1968     | 1km                                 |          |               | Olympische Spelen: 18e 1km |
| 1969     | Tandem · Ploegkoers · 1km           |          |               |                            |
| 1970     | Achtervolging · Omnium              |          |               |                            |
| Elite    |                                     |          |               |                            |
| 1971     | Achtervolging · Ploegkoers          |          | Achtervolging |                            |
| 1972     | Achtervolging · Omnium              |          | Achtervolging |                            |
| 1973     | Achtervolging · Ploegkoers          |          |               |                            |
| 1974     | Achtervolging · Omnium              |          |               |                            |
| 1975     | Achtervolging · Omnium              |          | Achtervolging |                            |
| 1976     | Achtervolging · Omnium · Ploegkoers |          |               |                            |
| 1977     | Achtervolging · Omnium · Ploegkoers |          |               |                            |
| 1978     | Omnium                              |          |               |                            |
| 1979     |                                     |          |               |                            |
| 1980     |                                     |          |               |                            |
| 1981     | Achtervolging                       |          |               |                            |
| 1982     | Puntenkoers · Achtervolging         |          |               |                            |
| 1983     |                                     |          |               |                            |
| 1984     | Omnium                              |          |               |                            |

### Weg
1970
- Deerlijk
- Wortegem

1971
- De Pinte
- Gistel
- Herne
- Sint-Denijs
- Grand Prix de Momignies

1972
- Stadsprijs Geraardsbergen
- Jumet
- Assebroek
- Beveren-Leie
- Sleidinge
- 3e etappe deel b Vierdaagse van Duinkerke
- 4e etappe deel b Ronde van Luxemburg

1973
- Bredene
- Goeferdinge
- Koksijde
- Maria-Aalter
- Proloog, 3e etappe Tour de l'Oise
- Westouter
- GP Stad Vilvoorde
- Halse Pijl
- GP Victor Standaert

1974
- Geraardsbergen
- GP Gemeente Kortemark
- Zomergem
- Ronse-Doornik-Ronse
- Zele
- Circuit des Frontières
- 1e etappe Ronde van België

1975
- Witte Donderdagprijs
- Gijzegem
- Knokke
- Trèfle à Quatre Feuilles
- GP du Tournaisis
- Omloop der 3 Provincies
- Omloop van West-Brabant
- Aartrijke
- Omloop van de Vlaamse Scheldeboorden
- GP Raf Jonckheere

1976
- De Pinte
- Houthulst
- Temse
- Trèfle à Quatre Feuilles
- Omloop van West-Brabant
- Kruiseke-Wervik
- Haaltert
- GP Fayt-le-Franc

1977
- Beveren-Waas
- Gijzegem
- Lessen - GP des Carrières
- GP du Tournaisis
- Sint-Denijs-Boekel
- 3e etappe deel b Driedaagse van De Panne

1978
- Haasdonk
- Sint-Kwintens-Lennik
- Soignies
- 1e etappe deel a Omloop Mandel-Leie-Schelde
- 1e etappe Driedaagse van De Panne
- Halle-Ingooigem

1979
- Grote 1-Mei Prijs, Ereprijs Victor De Bruyne
- Haasdonk

1980
- Embach
- Deerlijk
- Furnaux
- Haasdonk
- Zwijnaarde
- Gullegem Koerse

1981
- Overmere
- Proven
- Temse
- Torhout

1982
- Stal-Koersel
- Omloop van de Vlasstreek

1983
- Textielprijs Vichte
- Temse

## Resultaten in voornaamste wedstrijden
| Jaar | Ronde van Italië | Ronde van Frankrijk | Ronde van Spanje |
| ---- | ---------------- | ------------------- | ---------------- |
| 1972 |                  |                     |                  |
| 1973 |                  |                     |                  |
| 1974 |                  | 93e                 |                  |
| 1975 |                  |                     |                  |
| 1976 |                  |                     |                  |
| 1977 |                  |                     |                  |
| 1978 |                  |                     |                  |
| 1979 | opgave           |                     |                  |

| Jaar | Milaan-San Remo | Gent-Wevelgem | Ronde van Vlaanderen | Parijs-Roubaix | E3 Harelbeke | Kuurne-Brussel-Kuurne |  | Wereldranglijsten |
| ---- | --------------- | ------------- | -------------------- | -------------- | ------------ | --------------------- |  | ----------------- |
| 1972 | 73e             |               |                      |                |              |                       |  |                   |
| 1973 |                 | 30e           |                      |                | 7e           |                       |  |                   |
| 1974 |                 | 40e           | 41e                  |                |              |                       |  |                   |
| 1975 |                 |               |                      |                |              |                       |  | 60e (SPP)         |
| 1976 |                 | 19e           | 12e                  |                |              | 5e                    |  |                   |
| 1977 |                 |               |                      | 41e            |              |                       |  |                   |
| 1978 | 26e             | 29e           |                      | 31e            |              |                       |  |                   |
| 1979 |                 | 43e           | 33e                  | 36e            | 10e          |                       |  |                   |

## Ereburger
In 2004 werd Baert samen met Yves Benoit en Luuk Gruwez ereburger van de gemeente Deerlijk, waar hij voorheen woonde.
Wielerploegen van Dirk Baert
Baert (vanaf 01/03) ·
Bens (vanaf 25/08) ·
Bravenboer ·
Bruggeman (vanaf 25/08) ·
Claes (vanaf 04/02) ·
David ·
De Clercq ·
De Boever ·
De Muynck ·
E. De Vlaeminck ·
R. De Vlaeminck ·
Dedeckere ·
Demeyer (vanaf 15/09) ·
Devos ·
Dolman ·
P. In 't Ven ·
W. In 't Ven ·
Janssens ·
Knockaert (vanaf 27/05) ·
Leman ·
van Leeuwen ·
Lievens ·
Loysch ·
Monseré  (tot 15/03) ·
Müddemann ·
Nassen ·
Nuelant ·
Schütz ·
Spannagel (vanaf 05/08) ·
Staes ·
Tabak · 

Van Damme ·
Van De Wiele (vanaf 25/08) · 
Van der Slagmolen ·
Van Neste ·
Van Olmen (vanaf 25/08) ·
Vanmarcke ·
Verplancke ·
Zoetemelk
Andrade ·
Baert ·
Claes ·
David ·
De Clercq ·
De Guchtenaere (vanaf 01/07) ·
De Loof ·
De Muynck ·
De Vlaeminck ·
Demeyer ·
Dierckx ·
Dierickx ·
Dolman ·
Eyers ·
Hemeryck (vanaf 31/03) ·
Hordijk ·
Janssen ·
Knockaert ·
de Koning ·
L'hoest ·
Maertens ·
Martens ·
Mendes ·
van Midden ·
Pereira ·
Sersté ·
Van Damme ·
Van De Wiele · 
Van der Slagmolen ·
Van Neste ·
Van Olmen ·
Vanmarcke ·
Vermote ·
Verplancke ·
Zoetemelk